# Veniamín Kaverin

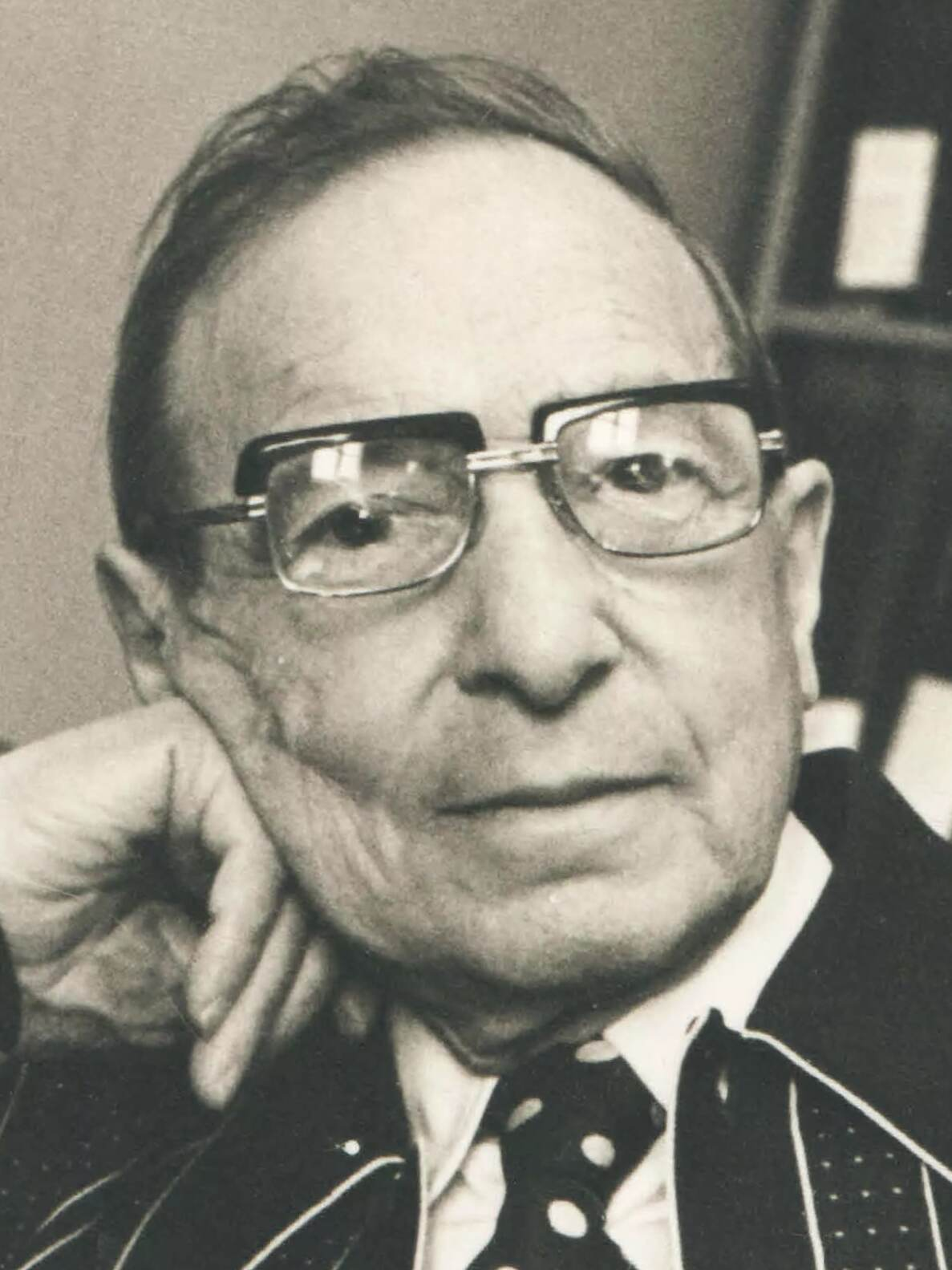
1970

Veniamín Aleksándrovich Kaverin (en ruso: Вениами́н Алекса́ндрович Каве́рин), nacido con el nombre de Veniamín Ábelevich Zílber (Зи́льбер) el 6 (19) de abril de 1902 en Pskov (Rusia) y fallecido el 2 de mayo de 1989 en Moscú, fue un escritor ruso.
Era dos veces cuñado de Yuri Tyniánov (1894-1943), célebre autor formalista, ya que Veniamín se casó con su hermana Lidia Tyniánova (1904-1982), autora para niños, mientras que Yuri Tyniánov se casó con Léa Zilber (1892-1944), hermana de Kaverin.
El asteroide (2458) Veniakaverin lleva su nombre.

## Biografía
Sus padres judíos asimilados, Ábel Abrámovich Zílber y Hannah Hírschevna Desson eran dueños de unas tiendas de instrumentos musicales. Su hermano mayor, Lev Zílber (1894-1966), fue uno de los fundadores de la virología en la URSS. Veniamín también era hermano de Miriam Rummel (1890-1988), de David (médico militar), de Aleksandr (1899-1970), compositor bajo el nombre de Ruchiov, y de Léa (1892-1944).

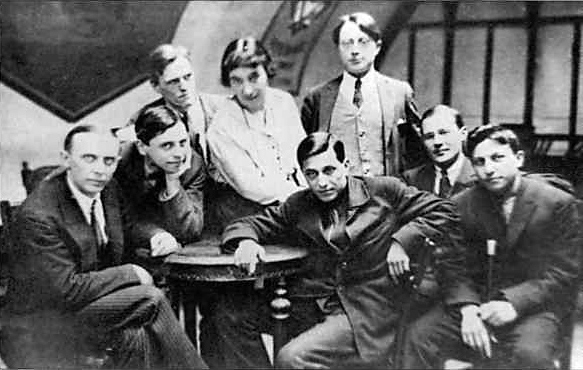
Los «Hermanos de Serapión». De izda. a dcha.: Konstantín Fedin, Mijaíl Slonimski, Nikolái Tíjonov, Elizaveta Polónskaya, Mijaíl Zóschenko, Nikolái Nikitin, Ilyá Grúzdev y Veniamín Kaverin. 1921

Veniamín Kaverin salió del Instituto de Lenguas orientales en 1923 y de la Facultad de historia y filología de la Universidad de Leningrado en 1924. Hizo una tesis, publicada en 1929, sobre Barón Brambéus. La historia de Ósip Senkovski (Josef-Julian Senkowski, 1800-1858).
Tomó como pseudónimo Kaverin, en referencia a un húsar amigo de Pushkin evocado en su Eugenio Oneguin. A principios de los años 1920, Kaverin hizo parte del grupo literario de los «Hermanos de Serapión» (en) con Víktor Shklovski, Vladímir Pózner, Mijaíl Zóschenko, Nikolái Tíjonov, etc. Sus primeros escritos fueron de género fantástico; volvió al realismo hacia 1926 con su libro Noventa destinos. 
Sus novelas más conocidas son la novela de aventuras Los dos capitanes (Dva kapitana), publicada en 1940-1945 que obtuvo el Premio Stalin en 1946, y que entusiasmó a la juventud rusa de aquella época; y también El libro abierto (Otkrýtaya kniga) (1953-1956) acerca de la intelligentsia soviética. Participó en El Libro negro.
Está enterrado en el cementerio de Vagánkovo de Moscú.

## Filmografía y teatro
Adaptaciones al cine :
- 1955 Dos capitanes (Vladímir Venguérov)
- 1973 Libro abierto (Vladímir Fetin)
- 1976 Dos capitanes (Yevgueni Karélov)
- 1977-1979 Libro abierto (Víktor Titov)

Obra de teatro:
- 2001 Nord-Ost, musical de Alekséi Iváschenko y Gueorgui Vasíliev